# Говард Джорджі
Говард Мейсон Джорджі ІІІ (англ. Howard Mason Georgi III, народився 6 січня 1947 року в Сан-Бернардіно) — професор Гарвардського коледжу та професор фізики у Гарвардському університеті. Відомий завдяки раннім роботам з теорії Великого об'єднання та калібрувальної інваріантності в групах SU(5) та SO(10) (див. Модель Джорджі-Глешоу).

## З біографії
Джорджі протягом багатьох років викладав розширений початковий курс фізики («Physics 16») в осінньому семестрі. Він також є керівником бакалаврської підготовки в галузі фізики і був ко-майстром Леверетт Хаусу разом з дружиною, Енн Блейк Джорджі з 1998 року.
Закінчив Гарвардський коледж в 1967 році і здобув ступінь доктора філософії з фізики у Єльському університеті у 1971 році. Був молодшим науковим співробітником в Гарвардському товаристві стипендіатів з 1973 по 1976 і старшим науковим співробітником з 1982 по 1998.
У 1995 році Говард Джорджі обраний членом Національної академії наук і отримав Премію Сакураї; в 2000 році нагороджений Медаллю Дірака разом з Джозефом Паті і Гелен Квінн. Був науковим консультантом низки талановитих студентів, серед яких Адам Фальк, Джон Хагелін, Девід Б. Каплан, Енн Нельсон, Браян Грін, Ліза Рендалл.
Джорджі, разом із Савасом Дімопулосом, запропонував модель калібрувальної інваріантності в групі SU(5) з м'яко порушеною суперсиметрією у 1981 році. Ця публікація є однією з основоположних робіт суперсиметричної Стандартної моделі (МССМ).
Відтоді він працював у декількох різних галузях фізики, серед яких змішана модель Хіггса, ефективна теорія важких кварків, вимірна деконструкція, малий Хіггс, і теорія не-частинок.
Фізика не-частинок — це теорія, що передбачає існування матерії, яка не може бути пояснена в термінах частинок, оскільки її компоненти масштабно інваріантні. Говард Джорджі запропонував цю теорію навесні 2007 року у статтях «Фізика не-частинок» (англ. Unparticle Physics) та «Ще дещо дивне про фізику не-частинок» (англ. Another Odd Thing About Unparticle Physics).
Разом з Кузьміним В. А. Джорджі став лауреатом Премії ім. І. Я. Померанчука Інституту теоретичної і експериментальної фізики імені А. І. Аліханова (ІТЕФ) у 2006 році.
Дорджі опублікував декілька книг, найвідомішою з яких є «Lie Algebras in Particle Physics», що вийшла у видавництві «World Scientific». Він також опублікував «The Physics of Waves», «Weak Interactions» та «Modern Particle Theory».